# Lithophyllon scabra
Espèce
Synonymes
- Fungia (Danafungia) scabra Döderlein, 1901[2]
- Fungia (Verrillofungia) scabra Döderlein, 1901[2]
- Fungia scabra Döderlein, 1901[2]

Statut CITES
Lithophyllon scabra est une espèce de coraux de la famille des Fungiidae.

## Publication originale
- Döderlein, 1901 : Die Korallengattung Fungia. Zoologischer Anzeiger, vol. 24, pp. 351–360 (de).